# Tarik Tissoudali
Tarik Tissoudali (en arabe : طارق تيسودالي), né le 2 avril 1993 à Amsterdam, est un footballeur international marocain jouant au poste d'attaquant au Khor Fakkan Club.
Révélation de l'année en deuxième division néerlandaise avec le SC Telstar en 2016, il file ensuite au Havre AC, club dans lequel il ne reçoit aucune minute de jeu. En 2018, il signe un contrat de deux saisons au K. Beerschot VA et est par la suite promu en Jupiler Pro League. Il obtient ensuite un transfert à la KAA La Gantoise en 2021. Avec ce club, il remporte la Coupe de Belgique, le Lion belge et le Soulier d'ébène belge en 2022.
Possédant la double nationalité néerlando-marocaine, il est appelé en renfort par le sélectionneur Vahid Halilhodžić pour prendre part à la Coupe d'Afrique 2021. Plus tard, il participe aussi à la Coupe d'Afrique 2023.
Tarik est le frère cadet de l'international néerlandais de futsal Omar Tissoudali.

## Biographie

### Naissance et jeunesse
Tarik Tissoudali naît à Amsterdam au sein d'une famille marocaine de dix enfants originaire de Tétouan et Chefchaouen. Son père Messaoud et sa mère Aicha émigrent aux Pays-Bas en 1986 en provenance du nord du Maroc. Il grandit dans sa ville natale et commence le football dans la rue, notamment dans l'agora space de Beuningenplein dans le quartier de Staatsliedenbuurt à Amsterdam-Ouest. Tarik Tissoudali explique à propos de cette époque : « Le foot de rue dans les quartiers d'Amsterdam est resté dans mon sang. Mon apprentissage s'est fait là-bas. » Ses frères Moad et Omar Tissoudali sont également sportifs dans le futsal.
Tarik Tissoudali s'inspire de Zinédine Zidane et a le Real Madrid comme club favori. Cependant, le sportif auquel Tarik prend le plus exemple est Jermaine Vanenburg, futsaleur au plus haut niveau aux Pays-Bas, le décrivant comme étant une légende du futsal. Le jeune Tarik regarde régulièrement le futsaleur jouer en essayant de reproduire les mêmes mouvements.
Tarik Tissoudali est inscrit à son plus jeune âge dans le centre de formation du DWS Amsterdam. Il est motivé par son père et ses grands frères à performer sur le terrain aussi bien que dans les agora spaces. Il quitte le club amstellodamois pour la formation des Young Boys, club dans lequel il prend régulièrement part aux tournois en finissant meilleur buteur. À deux doigts de signer au FC Groningue, le transfert capote et Tissoudali file dans le club amateur d'Argon avant de commencer sa carrière amateur au Sparta Nijkerk.

### Carrière en club

#### Formation au SC Telstar (2014-2016)
Le 1er juillet 2014, Tarik Tissoudali signe librement un contrat de trois ans au SC Telstar en deuxième division néerlandaise.
Le 11 août 2014, il fait ses débuts professionnels en étant titularisé sous Michel Vonk contre les Jong Ajax (défaite, 3-0). Le 19 septembre 2014, il marque son premier but avec Telstar à l'occasion d'un match contre aux Jong Twente (match nul, 1-1). Le 2 mars 2015, il inscrit son deuxième but de la saison face à l'Achilles '29 (victoire, 1-3). Le 16 mars 2015, il inscrit son troisième but de la saison dans un match à l'extérieur face à Roda JC (victoire, 2-4). Le 8 mai 2015, il inscrit le deuxième but dans la victoire de 4-0 du Telstar face à Helmond Sport. Il termine la saison à la quinzième place du championnat en comptabilisant 37 matchs, quatre buts et trois passes décisives.
Le 10 août 2015, Tarik Tissoudali commence la saison 2015-16 par un match nul face au RKC Waalwijk (1-1). Le 18 septembre, il marque son premier but de la saison face au Fortuna Sittard (victoire, 3-0). Le 25 septembre, il inscrit son deuxième but face au Sparta Rotterdam (défaite, 2-1). Il enchaîne sept jours plus tard avec un but à la neuvième minute face au FC Eindhoven (défaite, 1-2). Le 23 octobre, il inscrit son premier doublé de la saison face à l'Achilles '29 (victoire, 3-0). Le 2 novembre, il inscrit un but face au Jong PSV à la 61e minute (défaite, 4-3). Le 20 novembre 2015, il égalise en marquant un but à la 35e minute face au FC Dordrecht (match nul, 2-2). Le 30 novembre, il marque un but à la 62e minute face au NAC Breda (défaite, 2-1). Le 11 décembre, il est l'auteur du seul but du Telstar dans une défaite de 4-1 face à Helmond Sport.
Le 22 janvier 2016, il marque le but victorieux face à Almere City (victoire, 0-2). Le 5 février, il est buteur face au MVV Maastricht dans une victoire de 4-0. Le 12 février, il inscrit un doublé face aux Jong Ajax et cède sa place à la 89e minute à Jordy Tutuarima (victoire, 4-2). Le 26 février, il marque à nouveau un but face au FC Eindhoven malgré une défaite de 2-1. En fin de match, il reçoit le prix Bronzen Stier désignant le meilleur espoir de la deuxième division néerlandaise. Le 4 mars, il marque le premier but du match dans un match nul de 2-2  face au VVV Venlo. Le 18 mars, il marque son deuxième doublé de la saison face au FC Dordrecht (victoire, 3-0). Au mois d'avril, il joue ses derniers matchs avec Telstar face au NAC Breda (auteur d'un but), TOP Oss (auteur d'un but) et Helmond Sport. Il termine la saison à la quatorzième place du championnat et comptabilise 18 buts en 36 matchs.

#### Indésirable au Havre (2016-2018)

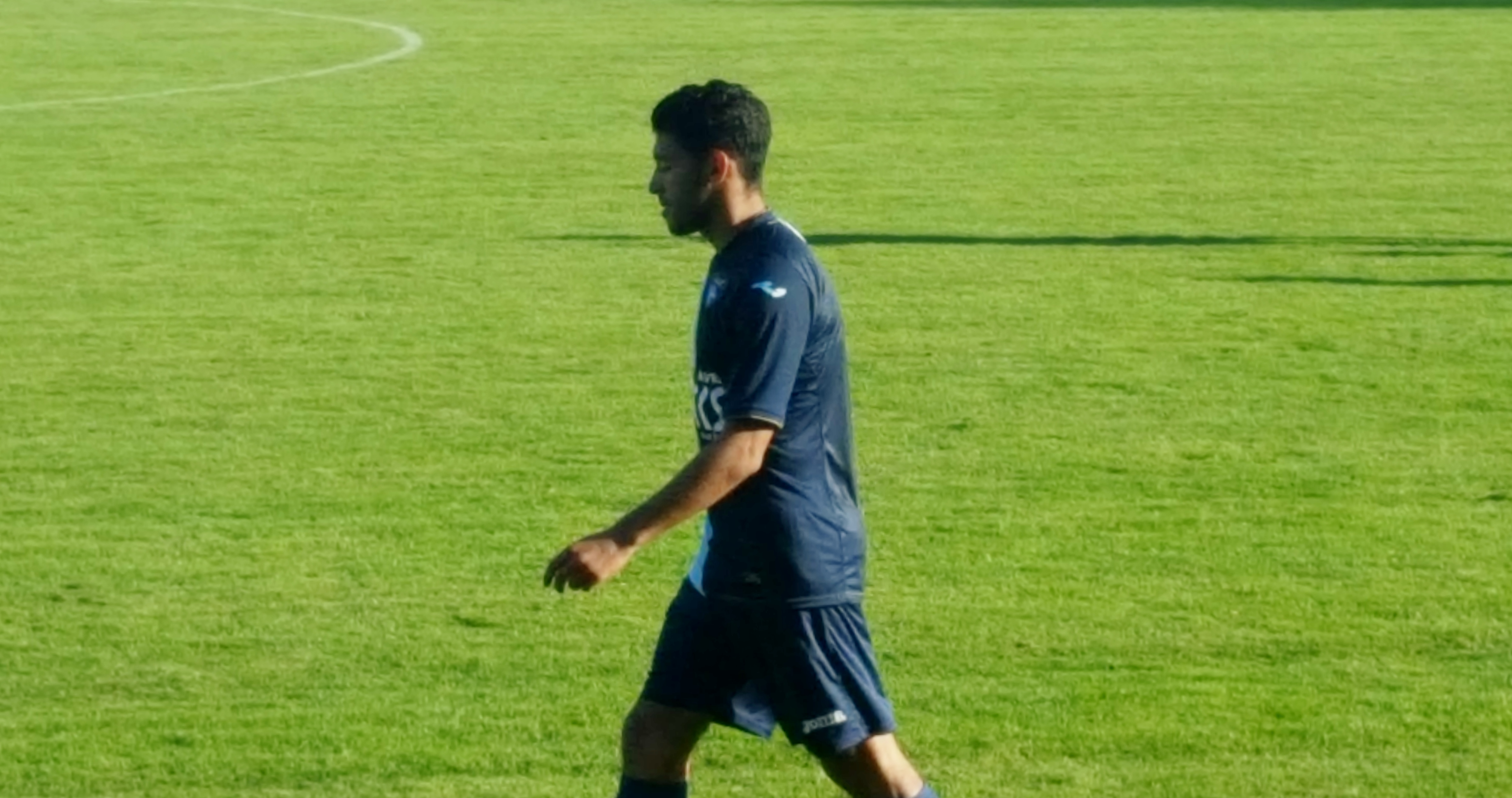
Tarik Tissoudali dispute la saison 2016-17 avec l'équipe réserve du Havre.

Le 8 juillet 2016, il signe un contrat libre de quatre ans à Le Havre en Ligue 2,, malgré l'intérêt du Willem II Tilburg et du FC Twente.
En première partie de saison, il ne gagne pas la confiance de l'entraîneur Oswald Tanchot et est contraint de s'asseoir sur le banc de l'équipe première en jouant uniquement avec l'équipe réserve évoluant en National 2. Entre juillet et janvier, il compte littéralement aucune minute de jeu avec Le Havre. Parti en prêt au SC Cambuur, au VVV Venlo et à De Graafschap aux Pays-Bas, son contrat est rompu par le club français en juillet 2018.

##### Prêt au SC Cambuur (2017)
Le 6 janvier 2017, il est prêté au Cambuur Leeuwarden en deuxième division néerlandaise, club dans lequel il reçoit une place de titulaire indiscutable sous l'entraîneur Arne Slot. Le 13 janvier 2017, il dispute son premier match en entrant en jeu à la 62e minute à la place de Delvechio Blackson face au VVV Venlo (défaite, 0-2). Le 21 janvier 2017, il entre en jeu à la 46e minute en remplaçant Jerge Hoefdraad et marque un but à la 68e minute face aux Jong PSV (victoire, 0-2). Le 25 janvier 2017, il est titularisé en Coupe des Pays-Bas face au FC Utrecht et parvient à battre cette équipe après une séance de penaltys (match nul, 2-2 ; penaltys : victoire, 6-7). Le 28 janvier 2017, il est titularisé et marque un but à la troisième minute du match face au FC Dordrecht (victoire, 3-0). Le 17 février 2017, il marque son troisième but de la saison et offre la victoire à son équipe à l'occasion d'un match à l'extérieur face à Almere City (victoire, 0-1). Le 14 avril 2017, il marque le deuxième but du match sur une victoire de 5-1 à domicile face au SC Telstar. Trois jours plus tard, il inscrit un but face au Jong FC Utrecht sur une passe décisive de Sander van de Streek (victoire, 0-2). Le 21 avril 2017, il marque son premier doublé de la saison face au RKC Waalwijk (victoire, 5-0).
En fin de saison, arrivé à la troisième place du championnat derrière le Fortuna Sittard et le Jong Ajax, Tarik Tissoudali dispute les play-offs pour une potentielle montée en Eredivisie mais n'y parvient pas. En une mi-saison, il dispute dix-huit matchs et marque sept buts.

##### Prêt au VVV Venlo en Eredivisie (2017-2018)

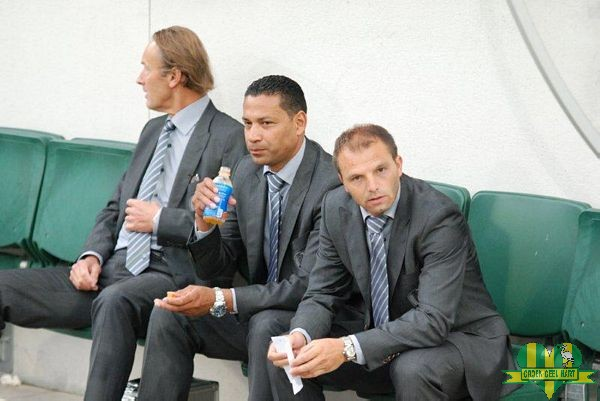
Maurice Steijn (entraîneur) entre en conflit avec Tissoudali en novembre 2017.

Le 1er juillet 2017, il est prêté pour une demi-saison au VVV Venlo en Eredivisie. Le 12 août 2017, il dispute son premier match avec le club face au Sparta Rotterdam et marque son premier but à la 48e minute sur une passe décisive de Vito van Crooij (victoire, 3-0). Le 27 août 2017, il dispute en tant que titulaire son premier match face à l'Ajax Amsterdam d'Hakim Ziyech, jouant 70 minutes avant de céder sa place à Torino Hunte (défaite, 0-2).
Le 24 novembre 2017, il est punit pendant une semaine avec son coéquipier Mink Peeters par son entraîneur Maurice Steijn pour des problèmes disciplinaires. Devenu une doublure pour le restant de la saison, Tarik Tissoudali joue que très peu et entre rarement en jeu.
Tarik Tissoudali quitte le VVV Venlo en comptabilisant onze matchs, un but et une passe décisive en deuxième néerlandaise. Il dispute également trois matchs de Coupe des Pays-Bas, délivrant au total une passe décisive.

##### Prêt à De Graafschap (2018)
Le 29 janvier 2018, il est prêté pour une demi-saison à De Graafschap en deuxième néerlandaise. Le numéro 17 lui est attribué.
Le 2 février 2018, il dispute son premier match avec le club face à Jong FC Utrecht, marque un but et délivre trois passes décisives (victoire, 7-0). Le 12 février 2018, il marque un but face au FC Emmen sur une passe décisive de Mark Diemers (défaite, 5-2). Le 4 mars 2018, il délivre une passe décisive à la 56e minute à Frank Olijve et marque un but à la 65e minute sur une passe décisive de Daryl van Mieghem face à Go Ahead Eagles (victoire, 0-4). Le 12 mars 2018, il inscrit à la 79e minute un but face à Fortuna Sittard sur une passe décisive de Daryl van Mieghem (match nul, 1-1). Le 30 mars 2018, il marque l'unique but de la victoire face au RKC Waalwijk (victoire, 1-0). Le 9 avril 2018, il inscrit un triplé face à Almere City sur des passes décisives de Fabian Serrarens à la 27e minute, Daryl van Mieghem à la 35e minute et Sjoerd Ars à la 85e minute (victoire, 4-2). Quatre jours plus tard, il inscrit un but à l'extérieur face à TOP Oss et délivre une passe décisive à Daryl van Mieghem (victoire, 1-4).
Le 25 mai 2018, il inscrit un but aux play-offs face à Almere City sur une passe décisive de Fabian Serrarens (victoire, 2-1). Il atteint la première place aux play-offs et joue un rôle important dans la promotion de Graafschap en Eredivisie. Cependant, le club frappe fort et décide de ne pas prolonger l'élément Tarik Tissoudali. En fin de saison, son contrat avec Le Havre est rompu et Tarik Tissoudali devient libre de tous contrats.

#### Montée en première division avec le K. Beerschot VA (2018-2021)
Le 2 juillet 2018, il signe librement au K. Beerschot VA en deuxième division belge. Le 5 août 2018, il dispute son premier match avec le club à l'occasion d'un match de championnat face à l'AFC Tubize, dans lequel il marque son premier but (match nul, 3-3). Le 26 octobre 2018, il marque son deuxième but de la saison face à l'OH Louvain (victoire, 3-1). Le 3 novembre 2018, il marque son troisième but face au KSV Roulers. Six jours plus tard, il marque son deuxième but d'affilée en deux matchs en championnat et offre la victoire à son équipe en inscrivant le but victorieux face à Lommel SK (victoire, 1-2). Au total, Tarik Tissoudali dispute 24 matchs en championnat et marque six buts. Il dispute également 15 matchs en Coupe de Belgique, comptabilisant un but et une passe décisive. En fin de saison, le club propose de lui prolonger son contrat.
Le 14 novembre 2019, il marque son premier but de la saison face au Lommel SK (victoire, 2-0). Le 18 janvier 2020, il marque son deuxième but de la saison face à l'Union saint-gilloise (match nul, 1-1). Le 14 février 2020, il marque son troisième but de la saison face à l'OH Louvain (victoire, 2-1). Il dispute son dernier match de la saison le 8 mars 2020 face à l'OH Louvain, en offrant la victoire à son équipe sur le score de 1-0. À la suite de la pandémie de Covid-19, le championnat est suspendu à la 29e journée. Le championnat est définitivement arrêté après l'assemblée générale du 15 mai 2020, le classement final étant celui arrêté à la 29e journée, récompensant le K. Beerschot VA en tête du championnat, les faisant monter en première division belge pour la saison 2020-2021. Tarik Tissoudali dispute au total 19 matchs et marque quatre buts en deuxième division.
Tarik Tissoudali dispute la saison 2020-2021 en Jupiler Pro League en tant que titulaire indiscutable sous l'entraîneur Hernán Losada. Il choisit de porter le numéro 34 en hommage à son ami de quartier Abdelhak Nouri, victime d'un incident en plein match contre le Werder Brême. Le 10 août 2020, il dispute son premier match en première division belge face au KV Ostende en étant titularisé. Il cède sa place à la 78e minute à Alexander Maes (victoire, 1-2). Le 16 août 2020, à l'occasion de son deuxième match en première division belge, il inscrit le premier but du match face à SV Zulte Waregem à la 32e minute sur une passe décisive de Raphael Holzhauser (victoire, 3-1). Le 26 septembre 2020, il marque son deuxième but de la saison face à Waasland-Beveren (victoire, 3-2). Le 17 octobre 2020, il inscrit son premier doublé de la saison face au K Saint-Trond VV, délivrant également une passe décisive sur le premier but de Raphael Holzhauser (victoire, 6-3). Le 31 octobre 2020, il inscrit de nouveau un but face à l'OH Louvain à la 21e minute (victoire 4-2). Le 7 novembre 2020, il prend part à un match remarquable face au KV Courtrai, marquant un des dix buts inscrits dans ce match (match nul, 5-5). Le 29 novembre 2020, il marque un but à la 13e minute face au KV Mechelen (victoire, 2-3). Le 30 janvier 2021, Tarik Tissoudali dispute son dernier match avec le Beerschot, offrant ainsi une victoire à son équipe dans un match à l'extérieur face à l'OH Louvain (victoire, 0-1).

#### KAA La Gantoise (2021-2024)

##### 2020-2021: Une mi-saison sous les projecteurs
Le 1e février 2021, il signe un contrat de trois ans à La Gantoise pour une somme de 750 000 € dans lequel il s'impose très vite comme un cadre de l'équipe de par son grand apport offensif et sa régularité. Il choisit à nouveau de porter le numéro 34 en hommage à son ami Abdelhak Nouri.

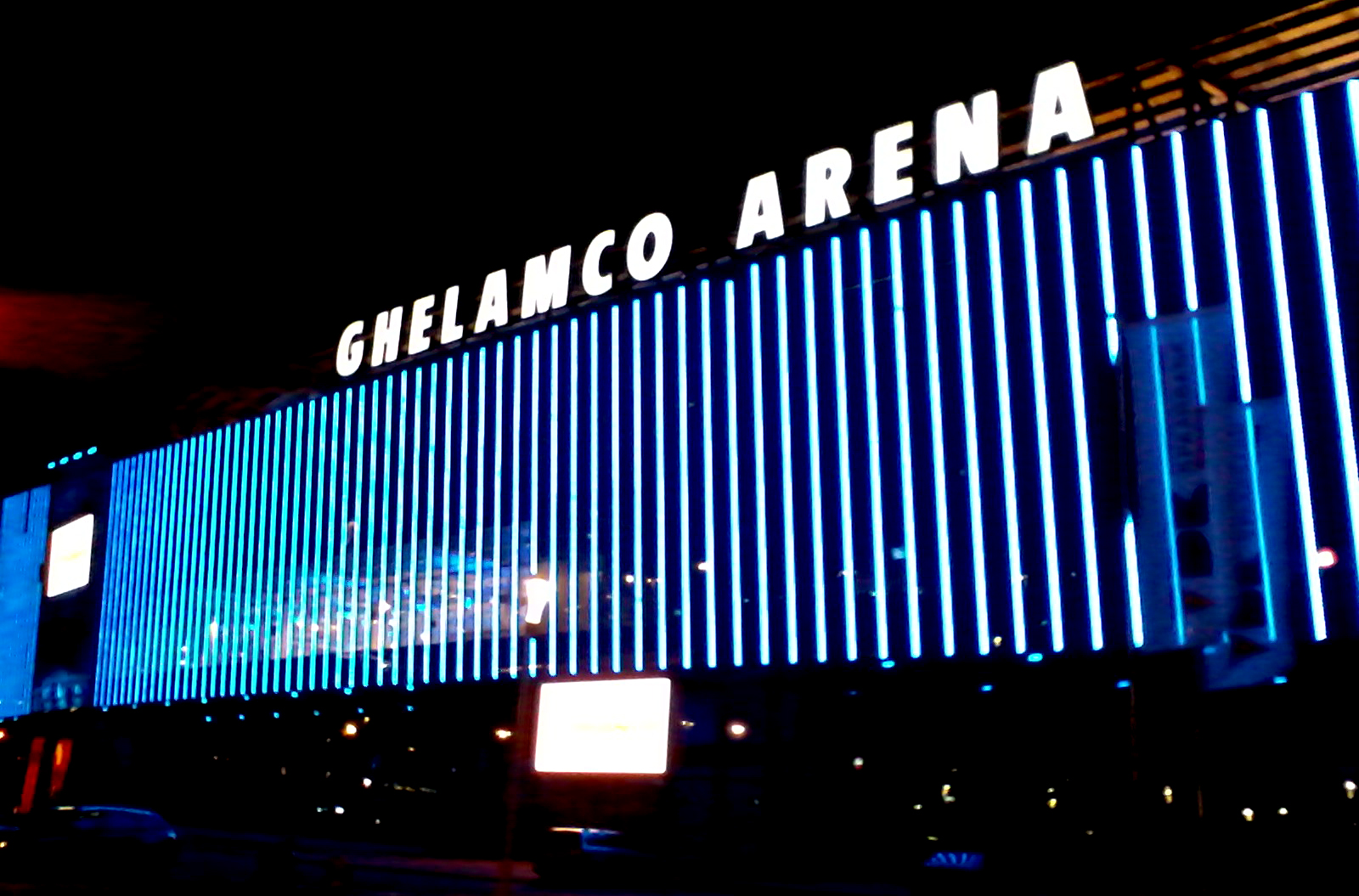
Tarik Tissoudali dispute ses matchs à domicile à la Ghelamco Arena.

Le 3 février 2021, il dispute son premier match avec La Gantoise à l'occasion d'un match de Coupe de Belgique face au KFC Heur-Tongres et marque également son premier but à la 24e minute. Il cède sa place à la mi-temps à Dylan Mbayo (victoire, 5-0). Quelques jours plus tard, le 7 février 2021, il marque un doublé face à la KAS Eupen en championnat sur deux passes décisives de Roman Bezus (match nul, 2-2). Le 15 février 2021, il marque son troisième but en championnat face au Royal Excel Mouscron sur une passe décisive de Roman Yaremchuk (victoire, 4-0). Après avoir enchaîné six matchs toutes compétitions confondues sans avoir marqué de buts, le 10 avril 2021, il inscrit à nouveau un but en championnat face au RSC Charleroi sur une passe décisive de Vadis Odjidja Ofoe (victoire, 4-0). Le 22 mai 2021, il marque le but de la victoire à l'extérieur en championnat face au KV Mechelen (victoire, 1-2).
Tarik Tissoudali et La Gantoise terminent la saison 2020-2021 à la septième place du championnat belge et se qualifient ainsi dans l'Europe play-offs, les propulsant à la Ligue Europa Conférence pour la saison suivante.

##### 2021-2022: Première expérience européenne et vainqueur de la Coupe de Belgique
Le 22 juillet 2021, il dispute son premier match de Ligue Europa Conférence face au Vålerenga Fotball, marquant ainsi son premier but dans cette compétition à la 39e minute (victoire, 4-0). Le 1er août 2021, il dispute à l'occasion de la deuxième journée, un match de championnat face à son ancien club du Beerschot, marquant un but à la 41e minute sur une passe décisive de Christopher Operi (match nul, 2-2). Le 5 août 2021, il inscrit son deuxième but en Ligue Europa Conférence face à Rīgas FS (match nul, 2-2). Quelques semaines plus tard, le 26 août 2021, il inscrit à nouveau un but européen face au Raków Częstochowa (victoire, 3-0). Le 29 août 2021, il participe à un festival de but face au tenant du titre Club Bruges KV, inscrivant de sa part le premier but et délivrant une passe décisive sur le cinquième but de Laurent Depoitre (victoire, 6-1). Le 17 octobre 2021, il est impliqué dans tous les buts de La Gantoise en championnat face à la KAS Eupen, inscrivant à la 42e minute le premier but, et délivrant à la 71e minute une passe décisive à Laurent Depoitre (victoire, 2-0). Le 24 octobre 2021, il inscrit un but face au KRC Genk sur une passe décisive de Laurent Depoitre, à l'occasion d'un match de championnat à l'extérieur (victoire, 0-3). Le 4 novembre 2021, il inscrit le but égalisateur de La Gantoise sur une passe décisive de Giorgi Chakvetadze face au Partizan Belgrade en Ligue Europa Conférence (match nul, 1-1). Le 28 novembre 2021, il inscrit un doublé en championnat face au Standard de Liège et remporte le prix d'homme du match (victoire, 3-1). Deux jours plus tard, le 30 novembre 2021, il remporte le prix du Lion belge, récompensant le meilleur footballeur d'origine arabe en Belgique. Le 4 décembre 2021, il offre la victoire à son équipe à l'extérieur en championnat face à l'OH Louvain (victoire, 0-1). Le 15 décembre 2021, il inscrit un doublé en championnat face au KV Mechelen (défaite, 4-3). Le 18 décembre 2021, il marque le deuxième but de La Gantoise face au K Saint-Trond VV sur une passe décisive de Roman Bezus (victoire, 2-1). Le 22 décembre 2021, à l'occasion des quarts de finale de Coupe de Belgique face au Standard de Liège, il inscrit un doublé, qui qualifie son équipe aux demi-finales de la Coupe (victoire, 3-1).
Le 6 février 2022, il délivre une passe décisive et offre le but victorieux à son club lors d'un classique face au Club Bruges KV (victoire, 1-2). Il célèbre son but en rendant hommage à un garçon de 5 ans décédé dans un puits au Maroc,,,. Le 23 février 2022, il inscrit un doublé en championnat face au RFC Seraing (victoire, 4-0). Le 27 février 2022, il offre la victoire à son club en inscrivant l'unique but du match face au Standard de Liège à l'extérieur au stade Maurice Dufrasne (victoire, 0-1). Le 20 mars 2022, il offre à nouveau la victoire à son équipe sur un match de championnat à domicile face au RSC Anderlecht, en marquant un but à la 81e minute sur une passe décisive de Sven Kums (victoire, 1-0). Après une qualification en Coupe du monde 2022 avec le Maroc, il retourne en Belgique pour un match de championnat face au Cercle Bruges KSV, marque un but (match nul, 2-2) et marque sept jours plus tard, son premier triplé de la saison face à l'OH Louvain (victoire, 5-0). Le 18 avril 2022, il remporte la Coupe de Belgique grâce à une victoire sur séance de penalties face au RSC Anderlecht.
Le 10 mai 2022, il offre la victoire à son équipe lors d'un match de championnat face au KV Mechelen (victoire, 1-2). Le 15 mai 2022, il marque son dernier but de la saison face au KRC Genk et délivre également une passe décisive à Vadis Odjidja Ofoe sur le deuxième et dernier but (victoire, 0-2). Le 19 mai 2022, il remporte le Soulier d'ébène belge, succédant ainsi à Paul Onuachu. Il reçoit également le prix du meilleur joueur de la saison de La Gantoise. Il termine sa saison régulière à la cinquième place du championnat belge et à la première place des play-offs pour la Ligue Europa Conférence. Il inscrit 27 buts et délivre 9 passes décisives toutes compétitions confondues. En fin de saison, le président du club Michel Louwagie assure que Tarik Tissoudali n'est pas à vendre et qu'il restera dans le club pour la saison qui suit.

##### 2022-2023: Top de sa carrière et la blessure
Le 22 juillet 2022, à l'occasion du premier match de la saison 2022-2023 en Jupiler Pro League, il est titularisé et marque son premier but de la saison à la 60e minute face au Standard de Liège (match nul, 2-2). Le 29 juillet 2022, à l'occasion de la deuxième journée face à K Saint-Trond VV, il sort sur blessure à la 31e minute et est contraint d'être remplacé par Darko Lemajić (match nul, 1-1). Un jour plus tard, les résultats d'un test MRI révèlent les ligaments croisés, contraignant Tarik Tissoudali d'être indisponible de six à huit mois, ratant le début de saison ainsi qu'une participation à la Coupe du monde. Tarik Tissoudali reçoit plusieurs messages de soutien du monde footballistique, notamment de ses compatriotes en sélection marocaine, mais également de Noa Lang, Roman Yaremchuk, Joshua Zirkzee ou encore Pablo Rosario,,,.
Le 2 décembre 2022, Tarik Tissoudali prolonge son contrat jusqu'en mi-2026. Le 19 décembre 2022, il remporte pour la deuxième année consécutive la distinction du Lion belge.
Le 1er avril 2023, il revient officiellement de blessure en apparaissant sur la feuille de match de La Gantoise pour affronter le RFC Seraing,. Son entraîneur Hein Vanhaezebrouck cite dans la presse flamande : « Je suis très heureux pour lui, parce qu'il a manqué de nombreux mois de compétition et qu'il a travaillé dur pour revenir. ». Le 27 mai, il marque son deuxième but de la saison face au KVC Westerlo (victoire, 3-1).
En fin de saison, il termine à la cinquième place du classement de la Jupiler Pro League, se qualifiant ainsi pour les play-offs, dans lequel il termine à la première place du groupe, se qualifiant ainsi en Ligue Europa Conférence.

##### 2023-2024
Le 30 juillet 2023, Tissoudali fait sa première apparition sur le terrain à l'occasion de la première journée du championnat belge contre le KV Courtrai en remplaçant Gift Orban à la 76e minute (victoire, 3-2). Le 3 août contre le K Saint-Trond VV, il inscrit son premier but de la saison et délivre sa première passe décisive (victoire, 1-3). Engagé en Ligue Europa Conférence et à l'occasion de son centième match sous le maillot gantois, il inscrit un doublé le 5 octobre 2023 contre le Maccabi Tel-Aviv et offre ainsi la victoire à son équipe (victoire, 2-0),.

#### PAOK Salonique
Le 28 juillet 2024, il s'engage pour deux saisons au PAOK Salonique, champion en titre de Grèce.

### Carrière internationale

#### Maroc olympique (2016)
Le 18 mai 2016, Tarik Tissoudali est sélectionné par le sélectionneur Hervé Renard et le directeur technique Nasser Larguet pour prendre part à un stage avec l'équipe du Maroc olympique dans lequel est planifié un match amical contre le Cameroun olympique au Grand Stade de Tanger.
Il honore sa première sélection le 5 juin 2016 face à l'équipe du Cameroun olympique aux côtés de joueurs tels que Achraf Hakimi, Sofyan Amrabat ou encore Faycal Rherras (victoire, 1-0). Il est le seul buteur dans ce match amical sur une passe décisive de Ismail H'Maidat.

#### Maroc (depuis 2022)

##### Coupe d'Afrique 2021
Le 30 décembre 2021, il est appelé en renfort par Vahid Halilhodžić pour prendre part à la Coupe d'Afrique des nations 2021 au Cameroun, afin de remplacer Abdessamad Ezzalzouli,,,.
Le 10 janvier 2022, à l'occasion du premier match du Maroc face au Ghana, il entre en jeu à la 78e minute à la place d'Imrân Louza pour honorer sa première sélection (victoire, 1-0). Il devient ainsi avec Azzedine Ounahi, le seul joueur marocain dont la carrière internationale débute en pleine Coupe d'Afrique. Le 14 janvier, il reçoit sa première titularisation en équipe du Maroc face aux Comores (victoire, 2-0). Il est remplacé par Fayçal Fajr à la 65e minute. Le 30 janvier 2022, il est éliminé de la CAN 2022 sur une défaite de 2-1 dans les prolongations en quarts de finale face à l'Égypte dans un match où il dispute dix minutes. Quelques jours après son élimination, il publie sur son réseau Instagram : « Je n'ai jamais ressenti une telle douleur dans ma carrière que lors de la récente défaite. L'amour que j'ai ressenti pour les supporters marocain est indescriptible. J'ai profité de chaque seconde pour vous rendre fiers. J'ai envie de m'excuser si jamais j'ai pu décevoir quelques uns d'entre vous. Je vous aime. »

##### Qualifications en Coupe du monde 2022 et forfait
Le 25 mars 2022, à l'occasion du match aller de barrage de la Coupe du monde 2022 à Kinshasa face à la République démocratique du Congo, il marque son premier but sur une passe décisive de Ayoub El Kaabi et permet au Maroc de rentrer avec un match nul (1-1). Lors du match retour à Casablanca, il débute en tant que titulaire et marque le deuxième but dans les temps additionnels de la première mi-temps. Il délivre également une passe décisive sur le troisième but inscrit par Azzedine Ounahi à la 54e minute. Le match se solde sur une victoire de 4-1, validant ainsi le ticket pour la Coupe du monde 2022 au Qatar.
Le 25 mai 2022, il est convoqué pour un match de préparation à la Coupe du monde 2022 face aux États-Unis ainsi que deux autres matchs qualificatifs à la CAN 2023 face à l'Afrique du Sud et au Liberia,. Le 1er juin, il débute titulaire en amical face aux États-Unis à Cincinnati et fait l'expérience d'une première grande défaite en sélection (défaite, 3-0),,. Le 9 juin, il débute en tant que titulaire à l'occasion du premier match des éliminatoires de la Coupe d'Afrique 2023 face à l'Afrique du Sud et remporte difficilement le match sur le score de 2-1,,. Il est remplacé à la 60e minute par Ayoub El Kaabi. Le 13 juin, il entre en jeu face au Liberia en remplaçant Ayoub El Kaabi à la 85e minute. Il remporte le match sur le score de 0-2 et est quasiment qualifié à la Coupe d'Afrique 2023,.
Le 29 juillet 2022, Tarik Tissoudali se blesse au genou lors d'un match avec son club. Un jour plus tard, les tests MRI révèlent une indisponibilité allant jusqu'à huit mois, mettant en péril la participation de Tarik en Coupe du monde 2022 au Qatar. Les Marocains parviennent tout de même à atteindre la demi-finale de la Coupe du monde 2022 en étant éliminé par la France (défaite, 0-2).

##### L'après Coupe du monde 2022: Le retour de blessure et CAN 2023
Tarik Tissoudali retourne en sélection marocaine en juin 2023 en faisant partie de la liste des attaquants en équipe nationale avec Youssef En-Nesyri, Walid Cheddira et Abderrazak Hamed-Allah. Malgré un retour encore tout frais de blessure, Walid Regragui justifie le retour de Tissoudali en déclarant en conférence de presse : « Les gens diront que Tissoudali n'a pas marqué beaucoup de buts, pourtant il est là. Tissoudali, ça va dans le sens d'En-Nesyri. C'est un joueur qui a beaucoup donné dans les qualifications. S'il ne s'était pas blessé, il aurait fait partie du groupe en Coupe du monde 2022. Aujourd'hui, il est de retour de blessure en tant que quatrième attaquant. ». Entré en jeu le 12 juin à la 78e minute en remplaçant Hakim Ziyech contre le Cap-Vert (match nul, 0-0), il fait de nouveau une entrée en jeu lors du deuxième match, cinq jours plus tard contre l'Afrique du Sud en remplaçant Oussama Idrissi à la 62e minute (défaite, 2-1).
Le 28 décembre 2023, il est retenu dans la liste des vingt-sept joueurs marocains sélectionnés par Walid Regragui pour disputer la Coupe d'Afrique des nations 2023 (CAN 2023),,. Tissoudali fait sa première apparition à la CAN 2023 lors du troisième match contre la Zambie en entrant en jeu à la 73e minute à la place d'Ayoub El Kaabi. En huitièmes de finale, les Lions de l'Atlas sont éliminés par l'Afrique du Sud sur un score de 2-0,.

## Style de jeu
Tarik Tissoudali est décrit par Mohamed Tissoudali comme étant un garçon timide. Cependant, sur le terrain, son style de jeu se caractérise par sa technique. Ses dribbles sont souvent suivies d'une action, dans la plupart des cas, en humiliant son adversaire en un contre un. Ce style de jeu lui est inculqué dans les rues d'Amsterdam. Dans le quartier de Staatsliedenbuurt, les actions humiliantes définissent ton statut de joueur de rue. Un peu plus tard, ses grands frères Mohamed et Omar lui apprennent comment avoir du rendement dans le grand foot.

## Statistiques

### Statistiques détaillées
| Saison                | Club                  | Championnat           | Championnat | Championnat | Championnat | Coupe(s) nationale(s) | Coupe(s) nationale(s) | Coupe(s) nationale(s) | Compétition(s) continentale(s) | Compétition(s) continentale(s) | Compétition(s) continentale(s) | Compétition(s) continentale(s) | Maroc | Maroc | Maroc | Total | Total | Total |
| Saison                | Club                  | Division              | M.          | B.          | P.d.        | M.                    | B.                    | P.d.                  | Comp.                          | M.                             | B.                             | P.d.                           | M.    | B.    | P.d.  | M.    | B.    | P.d.  |
| 2014-2015             | SC Telstar            | Eerste Divisie        | 37          | 4           | 3           | 1                     | 0                     | 0                     | -                              | -                              | -                              | -                              | -     | -     | -     | 38    | 4     | 3     |
| 2015-2016             | SC Telstar            | Eerste Divisie        | 36          | 18          | 0           | 2                     | 0                     | 0                     | -                              | -                              | -                              | -                              | -     | -     | -     | 38    | 18    | 0     |
| Sous-total            | Sous-total            | Sous-total            | 73          | 22          | 3           | 3                     | 0                     | 0                     | -                              | -                              | -                              | -                              | -     | -     | -     | 76    | 22    | 3     |
| 2016-2017             | Le Havre AC           | Ligue 2               | -           | -           | -           | -                     | -                     | -                     | -                              | -                              | -                              | -                              | -     | -     | -     | 0     | 0     | 0     |
| Sous-total            | Sous-total            | Sous-total            | -           | -           | -           | -                     | -                     | -                     | -                              | -                              | -                              | -                              | -     | -     | -     | 0     | 0     | 0     |
| 2016-2017             | SC Cambuur            | Eerste Divisie        | 18          | 7           | 0           | 4                     | 0                     | 0                     | -                              | -                              | -                              | -                              | -     | -     | -     | 22    | 7     | 0     |
| Sous-total            | Sous-total            | Sous-total            | 18          | 7           | 0           | 4                     | 0                     | 0                     | -                              | -                              | -                              | -                              | -     | -     | -     | 22    | 7     | 0     |
| 2017-2018             | VVV Venlo             | Eredivisie            | 11          | 1           | 1           | 3                     | 0                     | 1                     | -                              | -                              | -                              | -                              | -     | -     | -     | 14    | 1     | 2     |
| Sous-total            | Sous-total            | Sous-total            | 11          | 1           | 1           | 3                     | 0                     | 1                     | -                              | -                              | -                              | -                              | -     | -     | -     | 14    | 1     | 2     |
| 2017-2018             | De Graafschap         | Eerste Divisie        | 16          | 9           | 6           | 4                     | 1                     | 0                     | -                              | -                              | -                              | -                              | -     | -     | -     | 20    | 10    | 6     |
| Sous-total            | Sous-total            | Sous-total            | 16          | 9           | 6           | 4                     | 1                     | 0                     | -                              | -                              | -                              | -                              | -     | -     | -     | 20    | 10    | 6     |
| 2018-2019             | K. Beerschot VA       | D1B                   | 24          | 6           | 0           | 15                    | 1                     | 1                     | -                              | -                              | -                              | -                              | -     | -     | -     | 39    | 7     | 1     |
| 2019-2020             | K. Beerschot VA       | D1B                   | 19          | 4           | 0           | 3                     | 1                     | 0                     | -                              | -                              | -                              | -                              | -     | -     | -     | 22    | 5     | 0     |
| 2020-2021             | K. Beerschot VA       | Jupiler Pro League    | 19          | 8           | 4           | 1                     | 1                     | 1                     | -                              | -                              | -                              | -                              | -     | -     | -     | 20    | 9     | 5     |
| Sous-total            | Sous-total            | Sous-total            | 62          | 18          | 4           | 19                    | 3                     | 2                     | -                              | -                              | -                              | -                              | -     | -     | -     | 81    | 21    | 6     |
| 2020-2021             | KAA La Gantoise       | Jupiler Pro League    | 14          | 5           | 3           | 3                     | 1                     | 0                     | -                              | -                              | -                              | -                              | -     | -     | -     | 17    | 6     | 3     |
| 2021-2022             | KAA La Gantoise       | Jupiler Pro League    | 34          | 21          | 5           | 5                     | 2                     | 0                     | C4                             | 13                             | 4                              | 2                              | 6     | 2     | 1     | 58    | 29    | 8     |
| 2022-2023             | KAA La Gantoise       | Jupiler Pro League    | 12          | 2           | 1           | 1                     | 0                     | 0                     | C4                             | 2                              | 0                              | 0                              | 5     | 0     | 0     | 20    | 2     | 1     |
| 2023-2024             | KAA La Gantoise       | Jupiler Pro League    | 19          | 8           | 2           | 2                     | 1                     | 0                     | C4                             | 12                             | 5                              | 4                              | 2     | 0     | 0     | 35    | 14    | 6     |
| Sous-total            | Sous-total            | Sous-total            | 79          | 36          | 11          | 11                    | 4                     | 0                     | -                              | 27                             | 9                              | 6                              | 13    | 2     | 1     | 130   | 51    | 18    |
| Total sur la carrière | Total sur la carrière | Total sur la carrière | 249         | 92          | 24          | 43                    | 8                     | 3                     | -                              | 27                             | 9                              | 6                              | 13    | 2     | 1     | 332   | 111   | 34    |

## Palmarès

### En club
K. Beerschot VA
- Championnat de Belgique D2 :
  - Champion : 2019-20.
  - Vice-champion : 2018-19.

 KAA La Gantoise
- Coupe de Belgique :
  - Vainqueur : 2021-22.

### Distinctions individuelles
- 2017 : Vainqueur du prix Bronzen Stier du meilleur talent de la D2 néerlandaise[12]
- 2021 : Vainqueur du prix Lion belge[94]
- 2022 : Vainqueur du Soulier d'ébène belge[95]
- 2022 : Élu meilleur joueur de l'année de La Gantoise (Soulier d'Ebbenhouten)[96]
- 2022 : Membre de l'équipe-type du Championnat de Belgique: 2022[97]
- 2022 : Vainqueur du prix Lion belge[98]

### Vie privée
Depuis 2018, il partage la vie de Tiffany Kreder, kickboxeuse néerlandaise. Ensemble, ils sont parents de 2 fils.

## Sources
- Romain Izzard, « Tissoudali-Holzhauser: le duo qui fait des ravages au Beerschot », L'Avenir (Belgique),‎ 21 novembre 2020 (lire en ligne)
- Matthias Stockmans, « Tissoudali et Sanusi s'éclatent au Beerschot: "Maintenant, on sait qu'on a une bonne équipe" », Sport/Foot Magazine,‎ 25 novembre 2020 (lire en ligne)
- David Kalfa, « Tarik Tissoudali, le Marocain qui tombe à pic », Radio France internationale,‎ 15 mai 2022 (lire en ligne)
- Anas Bakhkhar, « Maroc, La Gantoise : le réveil du Lion Tarik Tissoudali », Foot Mercato,‎ 21 mai 2022 (lire en ligne)